# Biosférická rezervace v Česku

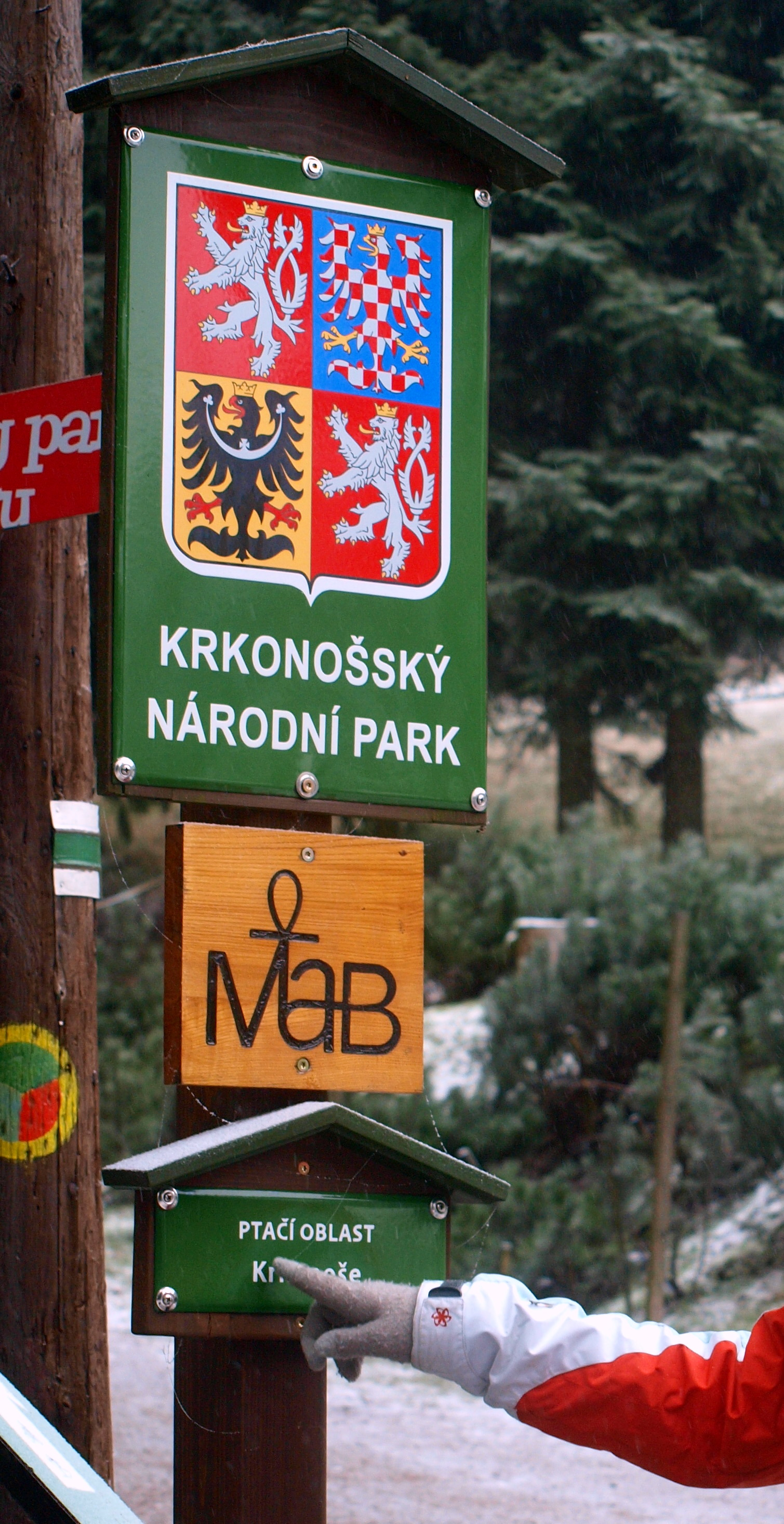
Biosférická rezervace v Krkonošském národním parku

Biosférické rezervace v Česku jsou velkoplošná území mezinárodně uznaná v rámci Programu UNESCO "Člověk a biosféra" (Man and the Biosphere - MAB). Jedná se o vybrané oblasti, z nichž některé zcela nebo částečně zahrnují národní parky, chráněné krajinné oblasti a nebo jiná zvláště chráněná území, Ramsarské mokřady, lokality na Seznamu památek Světového dědictví atd. Hranice ani název biosférické rezervace se nemusí nutně shodovat s hranicemi a názvem národního parku, resp. chráněné krajinné oblasti.

## Přehled
V roce 2017 existovalo v Česku 6 biosférických rezervací. Biosférická rezervace Šumava zahrnuje národní park Šumava, část Chráněné krajinné oblasti Šumava a některé menší oblasti za hranicemi Chráněné krajinné oblasti Šumava. Křivoklátsko, Krkonoše, Bílé Karpaty a Třeboňsko jsou totožné se stejnojmennými chráněnými krajinnými oblastmi. Biosférická rezervace Dolní Morava byla v roce 1986 vyhlášena jako Biosférická rezervace Pálava, která zahrnovala Chráněnou krajinnou oblast Pálava, v roce 2003 však byla přejmenována a rozšířena o Lednicko-valtický areál a lužní lesy až po Dyjský trojúhelník. Jako jediná v ČR je koordinována obecně prospěšnou společností se zastoupením různých regionálních subjektů (obce, podnikatelé, školy atd.). Zbývající české BR jsou řízeny orgány státní správy ochrany přírody.
| Název                              | Rok vyhlášení | Rozloha km² | Management                                                       | Kontakt            |
| ---------------------------------- | ------------- | ----------- | ---------------------------------------------------------------- | ------------------ |
| Biosférická rezervace Bílé Karpaty | 1996          | 715         | správa Chráněné krajinné oblasti Bílé Karpaty                    |                    |
| Biosférická rezervace Dolní Morava | 2003          | 349         | Biosférická rezervace Dolní Morava, o.p.s.                       |                    |
| Biosférická rezervace Krkonoše     | 1992          | 548         | správa Krkonošského národního parku                              |                    |
| Biosférická rezervace Křivoklátsko | 1977          | 628         | správa Chráněné krajinné oblasti Křivoklátsko                    | [nedostupný zdroj] |
| Biosférická rezervace Šumava       | 1990          | 1671        | správy Národního parku Šumava a Chráněné krajinné oblasti Šumava |                    |
| Biosférická rezervace Třeboňsko    | 1977          | 700         | správa Chráněné krajinné oblasti Třeboňsko                       | [nedostupný zdroj] |